# Nesso (centauro)

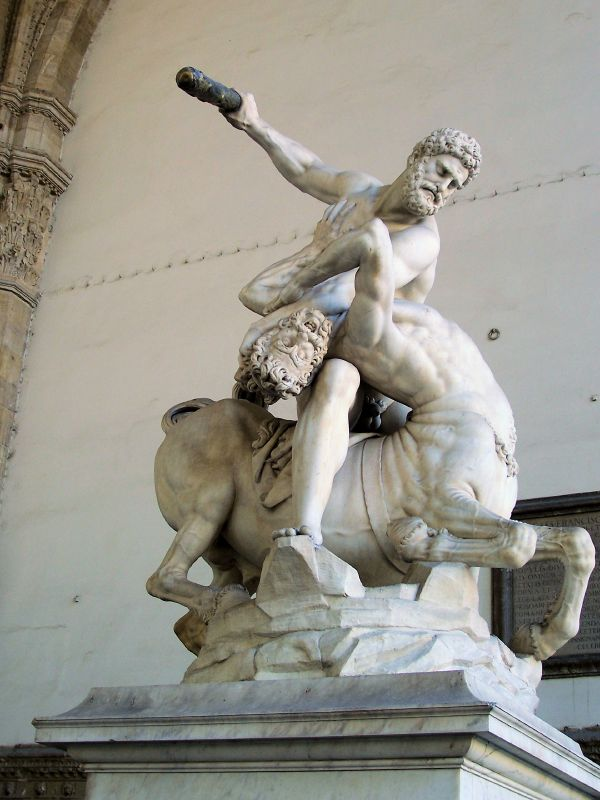
Ercole e Nesso, Piazza della Signoria, Firenze

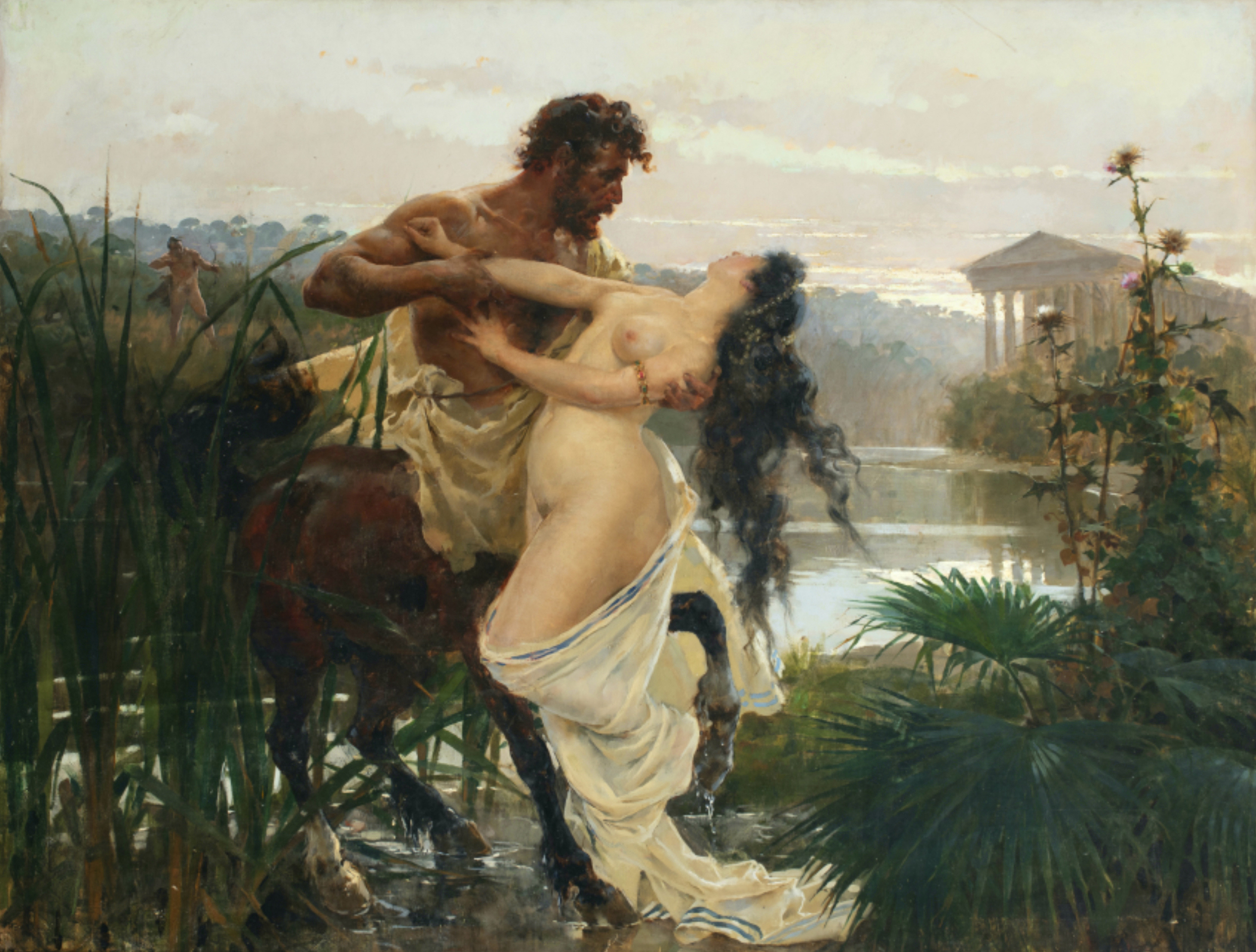
Nesso e Deianira, di Enrique Simonet

Il centauro Nesso (in greco antico: Νέσσος?, Néssos), figlio di Issione e di Nefele, è una delle figure mitologiche del ciclo di Ercole o Eracle (Ηρακλῆς).
Nesso viveva sulle rive del fiume Eveno e usava traghettare i viaggiatori sull'altra sponda.
Un giorno Eracle si trovò a passare il fiume assieme alla sua seconda moglie Deianira. Nesso si rifiutò di traghettare i due nello stesso momento, cosicché Eracle guadò il fiume da solo.

Quando Nesso si trovò ad avere in groppa la sola Deianira, tentò di rapirla dandosi alla fuga, ma fu ucciso da una freccia di Eracle. Nell'agonia, Nesso rivelò a Deianira che se ella avesse raccolto il suo sangue e ne avesse intriso una veste avrebbe potuto contare sull'amore eterno di Eracle: infatti ogni volta che Eracle avesse mostrato interesse verso un'altra donna sarebbe bastato che l'uomo indossasse quella veste per ritornare devoto a Deianira; l'imprudente donna seguì il consiglio.
A distanza di anni, dopo la vittoriosa spedizione contro Ecalia, il vincitore Eracle che portava con sé la bella Iole, figlia del defunto re di Ecalia, si fermò a qualche distanza da Trachis e inviò Lica, un suo compagno, alla moglie Deianira per prendere una veste bianca per sacrificare. Lica raccontò tutto a Deianira, e questa, temendo la bellezza di Iole, consegnò a Lica la tunica di Nesso. Appena Eracle la indossò fu colto da terribili dolori, in quanto il sangue del centauro era contaminato dal veleno della freccia che lo aveva ucciso, intinta anni prima nel sangue dell'Idra di Lerna. Eracle, impazzito dal dolore, uccise Lica e ordinò di costruire una pira funebre su cui si fece bruciare. Deianira, lacerata dal rimorso, si impiccò.

## Nella cultura di massa
- L'attore neozelandese Cliff Curtis, che interpreta Nesso nel film televisivo Hercules nell'inferno degli dei, lavorò anche nel sesto episodio della prima stagione di Hercules: The Legendary Journeys, ossia Hercules e i centauri, impersonando Nemis, fratello gemello di Nesso.
- Nesso appare anche nel film d'animazione Disney Hercules come antagonista minore ed è anche conosciuto come il Guardiano del Fiume. Ha un aspetto brutale, un corpo muscoloso e la pelle blu, e viene visto cercare di catturare Megara per approfittarne venendo sconfitto da Ercole, che la salva. In seguito si viene a sapere che Megara, al servizio di Ade, era andata a cercare di convincere Nesso a unirsi alla sua causa. Questa versione di Nesso è presente nel videogioco basato sul film originale come primo avversario da battere, nell'episodio Ercole e le mille e una notte della serie animata Disney Hercules come pedina della scacchiera e nell'episodio Un saluto agli sport in quella di House of Mouse - Il Topoclub come cameo.
- Nesso appare come boss principale nel videogioco del 2006 Titan Quest.
- Nesso era presente come avversario da battere nel videogioco del 2008 Rise of the Argonauts
- Nesso viene citato nella Commedia (canto XII dell'Inferno) di Dante Alighieri. Nesso è uno dei tre centauri presentati dal poeta (gli altri due sono Chirone e Folo) che assieme al loro branco sono i guardiani del Flegetonte, fiume di sangue bollente dentro al quale sono immersi i violenti secondo alcuni criteri (tiranni, omicidi, predoni e ladroni, immersi più o meno in profondità a seconda della gravità dei loro peccati), e hanno poi il compito di colpire con delle saette i dannati nel caso questi provassero a uscire dal sangue più di quanto sia loro concesso. Chirone, posto come capo, incarica Nesso di trasportare Dante e Virgilio fino all'altra sponda. Nel fare ciò, Nesso indica a Dante i vari gradi della violenza e alcuni violenti famosi, per poi tornare indietro quando i due poeti hanno raggiunto la sponda.

## Altri personaggi
Esistono altri personaggi che portano lo stesso nome:
- Nesso, fiume della Tracia, ritenuto figlio di Oceano e Teti.
- Nesso, guerriero troiano, ucciso da Aiace Telamonio.